# Ilijan Stefanov
Ilijan Avramov Stefanov (in bulgaro Илиян Аврамов Стефанов?; Sofia, 20 settembre 1998) è un calciatore bulgaro, centrocampista dello Slavia Sofia.

## Carriera

### Club
Cresciuto calcisticamente nelle giovanili del Levski Sofia, nel 2015 viene acquistato dall'Avellino, che lo aggrega al proprio settore giovanile. L'anno successivo firma con il Gozzano, con cui colleziona 7 presenze in Serie D. Nel 2017 ritorna in patria per accasarsi alla Lokomotiv Sofia. Il 23 febbraio 2021, dopo aver giocato per tre stagioni e mezza nella seconda divisione bulgara, si trasferisce al Beroe, con cui debutta nella massima divisione bulgara il 12 aprile successivo, giocando l'incontro vinto per 2-1 contro l'Etăr. Dopo aver totalizzato 25 presenze con la maglia del Beroe, nel febbraio 2022 torna al club che lo aveva lanciato come giocatore, il Levski Sofia.

### Nazionale
Ha rappresentato le nazionali giovanili bulgare Under-17, Under-19 ed Under-21.
Il 2 giugno 2022 ha esordito con la nazionale maggiore bulgara, giocando l'incontro pareggiato per 1-1 contro la Macedonia del Nord, valido per la UEFA Nations League 2022-2023.

## Statistiche

### Presenze e reti nei club
Statistiche aggiornate al 2 giugno 2022.
| Stagione        | Squadra         | Campionato      | Campionato | Campionato | Coppe nazionali | Coppe nazionali | Coppe nazionali | Coppe continentali | Coppe continentali | Coppe continentali | Altre coppe | Altre coppe | Altre coppe | Totale | Totale |
| Stagione        | Squadra         | Comp            | Pres       | Reti       | Comp            | Pres            | Reti            | Comp               | Pres               | Reti               | Comp        | Pres        | Reti        | Pres   | Reti   |
| --------------- | --------------- | --------------- | ---------- | ---------- | --------------- | --------------- | --------------- | ------------------ | ------------------ | ------------------ | ----------- | ----------- | ----------- | ------ | ------ |
| 2016-2017       | Gozzano         | D               | 7          | 0          | CI-D            | 0               | 0               |                    | -                  | -                  |             | -           | -           | 7      | 0      |
| 2017-2018       | Lokomotiv Sofia | 2L              | 12         | 1          | CB              | 0               | 0               |                    | -                  | -                  |             | -           | -           | 12     | 1      |
| 2018-2019       | Lokomotiv Sofia | 2L              | 13         | 1          | CB              | 0               | 0               |                    | -                  | -                  |             | -           | -           | 13     | 1      |
| 2019-2020       | Lokomotiv Sofia | 2L              | 14         | 2          | CB              | 0               | 0               |                    | -                  | -                  |             | -           | -           | 14     | 2      |
| 2020-feb. 2021  | Lokomotiv Sofia | 2L              | 13         | 5          | CB              | 0               | 0               |                    | -                  | -                  |             | -           | -           | 13     | 5      |
| feb.-giu. 2021  | Beroe           | 1L              | 3+4        | 0          | CB              | 0               | 0               |                    | -                  | -                  |             | -           | -           | 7      | 0      |
| 2021-feb. 2022  | Beroe           | 1L              | 16         | 0          | CB              | 2               | 0               |                    | -                  | -                  |             | -           | -           | 18     | 0      |
| feb.-giu. 2022  | Levski Sofia    | 1L              | 5+5        | 3+1        | CB              | 3               | 1               |                    | -                  | -                  |             | -           | -           | 13     | 5      |
| Totale carriera | Totale carriera | Totale carriera | 92         | 13         |                 | 5               | 1               |                    | -                  | -                  |             | -           | -           | 97     | 14     |

### Cronologia presenze e reti in nazionale
| Cronologia completa delle presenze e delle reti in nazionale ― Bulgaria | Cronologia completa delle presenze e delle reti in nazionale ― Bulgaria | Cronologia completa delle presenze e delle reti in nazionale ― Bulgaria | Cronologia completa delle presenze e delle reti in nazionale ― Bulgaria | Cronologia completa delle presenze e delle reti in nazionale ― Bulgaria | Cronologia completa delle presenze e delle reti in nazionale ― Bulgaria | Cronologia completa delle presenze e delle reti in nazionale ― Bulgaria | Cronologia completa delle presenze e delle reti in nazionale ― Bulgaria |
| Data                                                                    | Città                                                                   | In casa                                                                 | Risultato                                                               | Ospiti                                                                  | Competizione                                                            | Reti                                                                    | Note                                                                    |
| ----------------------------------------------------------------------- | ----------------------------------------------------------------------- | ----------------------------------------------------------------------- | ----------------------------------------------------------------------- | ----------------------------------------------------------------------- | ----------------------------------------------------------------------- | ----------------------------------------------------------------------- | ----------------------------------------------------------------------- |
| 2-6-2022                                                                | Razgrad                                                                 | Bulgaria                                                                | 1 – 1                                                                   | Macedonia del Nord                                                      | UEFA Nations League 2022-2023 - 1º turno                                | -                                                                       | 71’                                                                     |
| 5-6-2022                                                                | Razgrad                                                                 | Bulgaria                                                                | 2 – 5                                                                   | Georgia                                                                 | UEFA Nations League 2022-2023 - 1º turno                                | -                                                                       | 46’                                                                     |
| 9-6-2022                                                                | Gibilterra                                                              | Gibilterra                                                              | 1 – 1                                                                   | Bulgaria                                                                | UEFA Nations League 2022-2023 - 1º turno                                | -                                                                       | 71’                                                                     |
| 12-6-2022                                                               | Tbilisi                                                                 | Georgia                                                                 | 0 – 0                                                                   | Bulgaria                                                                | UEFA Nations League 2022-2023 - 1º turno                                | -                                                                       | 65’                                                                     |
| 23-9-2022                                                               | Razgrad                                                                 | Bulgaria                                                                | 5 – 1                                                                   | Gibilterra                                                              | UEFA Nations League 2022-2023 - 1º turno                                | 1                                                                       | 72’                                                                     |
| 26-9-2022                                                               | Skopje                                                                  | Macedonia del Nord                                                      | 0 – 1                                                                   | Bulgaria                                                                | UEFA Nations League 2022-2023 - 1º turno                                | -                                                                       | 20’ 46’                                                                 |
| 17-6-2023                                                               | Kaunas                                                                  | Lituania                                                                | 1 – 1                                                                   | Bulgaria                                                                | QEuro!2024                                                              | -                                                                       | 63’                                                                     |
| 20-6-2023                                                               | Razgrad                                                                 | Bulgaria                                                                | 1 – 1                                                                   | Serbia                                                                  | Qual. Euro 2024                                                         | -                                                                       | 66’                                                                     |
| Totale                                                                  |                                                                         | Presenze                                                                | 8                                                                       |                                                                         | Reti                                                                    | 1                                                                       |                                                                         |

## Palmarès

### Club

#### Competizioni nazionali
- Coppa di Bulgaria: 1

Levski Sofia: 2021-2022